# St. Michael’s Cave
St. Michael’s Cave (Jaskinia Świętego Michała) – jaskinia krasowa położona na Gibraltarze, w skład której wchodzą dwie mniejsze jaskinie oraz rozległa sieć tuneli. Wejście do niej znajduje się w szczytowej części Skały Gibraltarskiej na wysokości około 300 m; jej głębokość wynosi 62 metry. 

## Nazwa
Historyk Alonso Hernández del Portillo w swojej pracy Historia de la Muy Noble y Más Leal Ciudad de Gibraltar wspomina, że nazwa jaskini (wówczas Cueva de San Miguel) pochodzi od podobnej groty znajdującej się w pobliżu włoskiej Apulii, gdzie miał się ukazać archanioł Michał.
Po przejęciu Gibraltaru przez Brytyjczyków podjęto bezskuteczne próby zmiany jej nazwy na St. George’s Cave. Gdy się to nie powiodło hiszpańską nazwę Cueva de San Miguel przełożono na angielską.

## Charakterystyka
Jaskinia powstała w wyniku procesów krasowych, które przez tysiące lat utworzyły rozległe podziemne pieczary z jeziorkami, tunelami i bogatą szatą naciekową. Ponieważ Skała Gibraltarska składa się głównie z wapienia to woda deszczowa powoli przesiąkając przez miękką skałę stopniową ją rozpuściła prowadząc do powstania rozległej sieć komór i tuneli.  
Bezpośrednio po wejściu do jaskini znajduje się główna komnata mierząca około 16 m długości, 12 m szerokości oraz 24 m wysokości. Jej podłoże jest bardzo przechylone. Natomiast sklepienie składa się z twardszego, niż w innych częściach Skały Gibraltarskiej, wapienia i jest pokryte stalaktytami. Z lewej strony komnaty znajduje się wejście do systemu Leonora’s Caves oraz seria skomplikowanych przejść i komnat z bogatą szatą naciekową w postaci stalagmitów. Największy z nich mierzy około 15 m wysokości i 4,5 m szerokości. Całą jaskinię pokrywa cienka warstwa mokrej, czerwonej gliny.

## Historia
Odkrycia dokonane w jaskini wskazują, że była ona zasiedlana już w czasach prehistorycznych. Na pierwsze ślady natknięto się już w połowie XIX wieku. W 1974 roku odkryto w niej neolityczną miskę, a później także naskalny rysunek koziorożca alpejskiego wykonany węglem drzewnym na jednej ze ścian. Jego wiek oszacowano na 15 000 do 20 000 lat. Ponieważ w innych jaskiniach na Gibraltarze odnaleziono ślady neandertalczyków pojawiły się podejrzenia, że to oni mogli jako pierwsi ją zasiedlać już około 40 000 lat temu.
W czasach wiktoriańskich w jaskini urządzano spotkania towarzyskie, koncerty, śluby oraz pojedynki. W organizacji tych wydarzeń często pomagali żołnierze, którzy oświetlali wnętrza pochodniami.
W latach 30. XIX wieku podczas eksploracji jaskini zaginęli dwaj brytyjscy oficerowie, co doprowadziło do jej szczegółowych badań w roku 1840, 1857 i 1865. Mimo podejmowanych prób zaginionych nigdy nie odnaleziono. Kolejne zakrojone na szerszą skalę wyprawy naukowe podjęto w 1936 i 1938 roku.
Pierwsze poważne wykopaliska archeologiczne przeprowadził w 1867 roku naczelnik wojskowego więzienia, kapitan Frederick Brome, który odkrył liczne prehistoryczne artefakty, takie jak: kamienne topory, groty strzał, biżuterię wykonaną z muszli, igły z kości zwierząt oraz pokaźny zbiór ceramiki. Jednakże mimo licznych odkryć archeologicznych działania Brome’a nie spotkały się z aprobatą, ponieważ do prac wykopaliskowych bezprawnie wykorzystał więźniów, co kosztowało go utratę stanowiska.

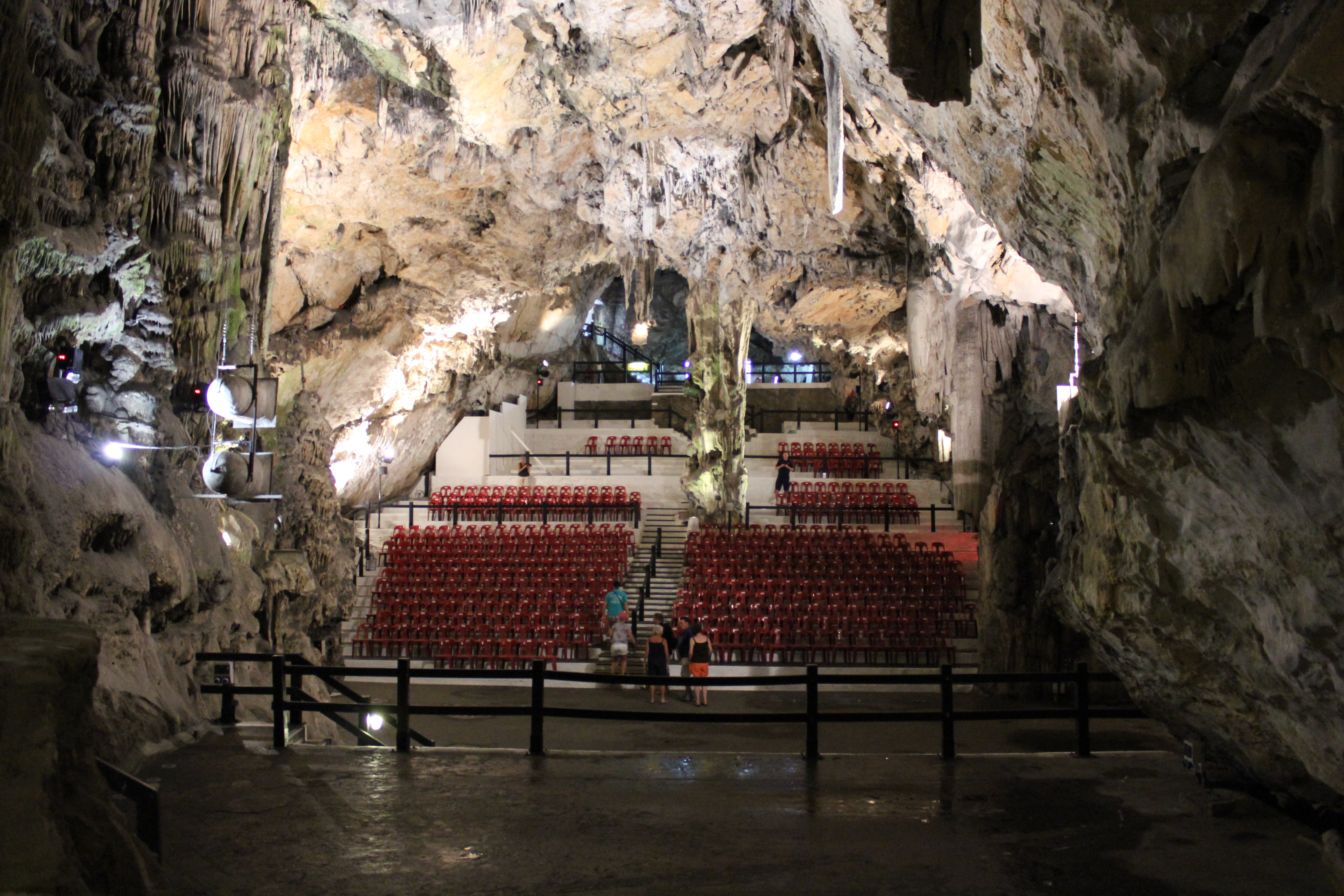
Sala koncertowa w jaskini

Podczas II wojny światowej jaskinia została zaaranżowana na wojskowy szpital. Podczas prac zdecydowano, że potrzebne jest zapasowe wejście, które poprawiłoby cyrkulację powietrza w niższych partiach jaskini oraz służyłoby za wyjście awaryjne w przypadku ataku lotniczego. W tym celu rozpoczęto wysadzanie skał, co ujawniło istnienie głębszego systemu jaskiń z tunelami i podziemnym jeziorkiem o kryształowo czystej wodzie, o wymiarach 30×11 m i głębokości 6 m.
Obecnie jaskinia jest jedną z największych atrakcji turystycznych Gibraltaru, którą odwiedza rocznie prawie 1 000 000 gości. W jej wnętrzu urządzono salę koncertową.